# Erten Ersu
Erten Ersu (* 21. April 1994 in Istanbul) ist ein türkischer Fußballtorwart.

## Karriere

### Verein
Erten Ersu hat mit Trainern wie Aykut Kocaman und Ersun Yanal zusammengearbeitet. Er steht seit 2011 bei Fenerbahçe Istanbul unter Vertrag. Bisher blieb ein Spiel in der A-Mannschaft Fenerbahçes allerdings aus. Jedoch spielt er regelmäßig in der zweiten Mannschaft und unterschrieb in der Saison 2012/13 einen Drei-Jahres-Vertrag.
Für die Saison 2016/17 wurde er an den Ligarivalen Gaziantepspor ausgeliehen.

### Nationalmannschaft
Im Jahr 2009 absolvierte Erten Ersu sein erstes Spiel für die U-15-Nationalmannschaft der Türkei. Des Weiteren bestritt er von 2009 bis 2010 ein Länderspiel für die U-17-Nationalmannschaft und 2011 folgten ein Einsatz für die türkische U-19-Nationalmannschaft.
Ersu erhielt im Herbst 2016 vom mazedonischen Nationaltrainer Igor Angelovski das Angebot fortan für die mazedonische Nationalmannschaft zu spielen. Ausschlaggebend an dem Angebot war der Umstand, dass Ersus Großvater aus dem Gebiet des heutigen Mazedoniens in die Türkei emigrierte.